# Metopreno
El metopreno es un análogo de la hormona juvenil (JH) que actúa como regulador del crecimiento cuando se usa como insecticida. Es un líquido de color ámbar con un ligero olor afrutado.
El metopreno no mata insectos. En cambio, interfiere con el ciclo de vida de un insecto y evita que alcance la madurez o se reproduzca. Las hormonas de crecimiento juveniles deben estar ausentes para que una pupa mude a adulto, por lo que las larvas tratadas con metopreno no podrán cambiar con éxito de pupas a adultos. Esto rompe el ciclo de vida biológico del insecto, previniendo la infestación recurrente.
El metopreno se considera un plaguicida biológico porque, en lugar de controlar las plagas objetivo a través de la toxicidad directa, el metopreno interfiere con el ciclo de vida de un insecto y evita que alcance la madurez o se reproduzca.

## Aplicaciones
El metopreno se usa en la producción de varios alimentos, como carne, leche, champiñones, maní, arroz y cereales. También tiene varios usos en animales domésticos (mascotas) para el control de pulgas.
Se utiliza en cisternas de agua potable para controlar los mosquitos que propagan el dengue y la malaria. Se usa comúnmente como un larvicida de mosquitos que se utiliza para ayudar a detener la propagación del virus del Nilo Occidental.
También tiene uso como aditivo alimentario en la alimentación del ganado para evitar la reproducción de moscas en el estiércol.

## Problemas de salud y seguridad
De acuerdo con la Hoja de datos de seguridad (SDS), el metopreno es un material que puede irritar las membranas mucosas y el tracto respiratorio superior, puede ser nocivo por inhalación, ingestión o absorción cutánea, puede causar irritación en los ojos, la piel o el sistema respiratorio y es muy tóxico para la vida acuática. La palabra clave del GHS es 'Advertencia', con notas como P273 Evite la liberación al medio ambiente y P391 Recoja los derrames.
Se sospecha que el metopreno es altamente tóxico para las langostas.